# Kevin Stenberg
Jan Lars Kevin Stenberg, tidigare Andersson, född 15 juni 1994 i Skellefteå landsförsamling i Västerbottens län, är en svensk hjälparbetare, politiker och partisekreterare för Piratpartiet sedan oktober 2024. Sedan mars 2024 är Kevin Stenberg även försvars- och säkerhetspolitisk talesperson för Piratpartiet.

## Biografi

### Bakgrund
Kevin Stenberg, son till industriarbetaren Jan Tage Stenberg och Anne-Lee Maria Andersson, växte upp i Skellefteå, Västerbotten och i Härnösand. Stenberg gick samhällsvetenskapliga linjen vid Härnösands gymnasium. Därefter studerade Stenberg på distans vid Johannelunds teologiska högskola och Uppsala Universitet mellan 2014-2017 och vid Oxfords Universitet i Storbritannien 2018. Mellan åren 2016-2019 var Stenberg bosatt i London, England där han arbetade som ambulanssjukvårdare och pastoralassistent. För sitt sociala arbete i London utnämndes Stenberg till Freeman of the City of London. År 2020 gjorde han sin värnplikt vid Arméns jägarbataljon (AJB). Efter värnplikten gick Stenberg med i Hemvärnet där han placerades som gruppbefäl och sedan som befäl på bataljonstaben vid Norrbottensbataljonen. Stenberg påbörjade sina studier på Polishögskolan vid Umeå Universitet år 2023.

### Politisk verksamhet
Under gymnasietiden grundade Kevin Stenberg ett elevråd som han blev ordförande för. Under denna period var han även ersättare i samhällsnämnden i Härnösands kommun, styrelseledamot inom SSU i Härnösand samt Västernorrlands SSU-distrikt. I kyrkovalet 2013 blev Stenberg invald som ordinarie ledamot i Härnösands Domkyrkoförsamlings kyrkofullmäktige och kyrkoråd för Socialdemokraterna.
I kommunalvalet 2022 blev Stenberg invald som ordinarie ledamot i kommunfullmäktige och gymnasienämnden i Skellefteå kommun.
År 2023 avsade sig Stenberg samtliga politiska uppdrag för Socialdemokraterna för att istället övergå till Piratpartiet där han i oktober samma år utnämndes till biträdande partisekreterare. I slutet av mars 2024 utsåg Piratpartiets styrelse Stenberg till partiets försvars- och säkerhetspolitiske talesperson och han var det svenska Piratpartiets delegat vid det Europeiska Piratpartiets 16:e rådsmöte. Under Piratpartiets medlemsmöte i oktober 2024 valdes Stenberg till partisekreterare.

### Internationell verksamhet
Under perioden 2014-2016 arbetade Stenberg som hjälparbetare i Östafrika och Sydamerika, och under hösten och vintern 2021 tjänstgjorde han som hjälparbetare i Donbassregionen i östra Ukraina. Efter Rysslands invasion av Ukraina återvände Stenberg till landet för att tjänstgöra som ambulanssjukvårdare vid fronten för bland annat organisationen Pirogov First Volunteer Mobile Hospital (PFVMH). Under sin tid i landet skadades Stenberg av indirekt eld vid två tillfällen. Under sin tjänstgöring tilldelades Stenberg orden "Enhet och Vilja" samt det Vita Korset "Honor Et Gloria" som utgör det Ukrainska parlamentets två högsta utmärkelser för utländska icke-stridande frivilliga.

## Utmärkelser

### Svenska utmärkelser
- Försvarsmaktens värnpliktsmedalj (FMvplSM)[6]

- Svenska Röda Korsets förtjänsttecken (SRKSFt)[6]

- Svenska Röda Korsets silvermedalj (SRKSM)[6]

### Utländska utmärkelser
- Signum Sacri Itineris Hierosolymitani[6]

- Ordern Enhet och Vilja (Орден "Єдність та воля")[10][6][20]

- Vita Korset "Honor et Gloria" (Білий хрест "Честь і слава")[10][6][20]

- Riddare av Kungl. Neapolitanska S:t Georgsorden (NeapS:tGO)[23][6]

- Freeman of the City of London[9][6]

- Kentucky Colonel[6][24]